# Vidiná
Vidiná (węg. Videfalva) – wieś (obec) na Słowacji położona w kraju bańskobystrzyckim, w powiecie Łuczeniec. Pierwsze wzmianki o miejscowości pochodzą z roku 1335. 
Według danych z dnia 31 grudnia 2012, wieś zamieszkiwało 1851 osób, w tym 962 kobiety i 889 mężczyzn.
W 2001 roku rozkład populacji względem narodowości i przynależności etnicznej wyglądał następująco:
- Słowacy – 97,25%
- Czesi – 0,39%
- Polacy – 0,06%
- Romowie – 0,06%
- Ukraińcy – 0,11%
- Węgrzy – 1,97%

Ze względu na wyznawaną religię struktura mieszkańców kształtowała się w 2001 roku następująco:
- Katolicy rzymscy – 61,44%
- Grekokatolicy – 0,34%
- Ewangelicy – 20,01%
- Prawosławni – 0,06%
- Ateiści – 16,19%
- Nie podano – 1,74%